# Duck Sauce
Duck Sauce es un grupo musical, estadounidense-canadiense, conformado por los disc jockeys Armand Van Helden y A-Trak.

## Historia
El objetivo de producir pistas de disco house es que será de interés para los disc-jockeys. Armand Van Helden es un nativo de Boston, con los mejores DJ del mundo ha lanzado seis álbumes de estudio. A-Trak es un nativo de Quebec, uno de los fundadores de los Récords Fools Gold.
Sus primeras canciones fueron "aNYway" y "You're Nasty". Su primer EP Greatest Hits se estrenó en septiembre de 2009. La canción "aNYway" tiene letras mayúsculas para indicar los orígenes de la banda en Nueva York.
Duck Sauce lanzó en septiembre de 2010, el sencillo "Barbra Streisand", llamado así por la cantante del mismo nombre, nace a partir de un sampler del clásico del 79 de Boney M, “Gotta Go Home”, que a su vez es una versión o cover, en inglés del hit de la banda alemana Nighttrain "Hallo Bimmelbahn" que salió en el 1973,y en él se mezcla la música disco y el house a partes iguales. "Barbra Streisand" se escuchó por primera vez en Miami Winter Music Conference 2010, y consiguió gran apoyo en el Reino Unido e Irlanda, Polonia, Francia, Australia y Nueva Zelanda. En Australia, "Barbra Streisand", se escuchó por primera vez en la estación de radio Triple J, mientras que en Nueva Zelanda hizo su debut en la estación de radio de Auckland 95bFM. La canción ya se ha trasladado a varias estaciones de radio comerciales y ha aumentado su popularidad. Alcanzó el Número 1 en el ARIA Club Chart a partir del 12 de septiembre de 2010. El video musical cuenta con apariciones de la talla de Kanye West, Vampire Weekend, Chromeo, Pharrell, Santigold, Diplo, DJ Premier, Questlove, Yelawolf, entre otros. La canción se convirtió en un éxito mundial, alcanzando el segundo lugar en las listas del Reino Unido. En 2012, la canción fue nominada al Grammy a la mejor grabación dance.
En 2011 han presentado otro rompepistas el tema "Big Bad Wolf". Fue estrenado en la radio de la BBC, en la melodía emplean el sonido de lobos aullando, parecido al que se presenta en las películas de suspenso y terror. El polémico video muestra a dos personas que tienen una especie de deformidad entre sus piernas que, además, realizan aullidos a lo largo del tema. Al descubrirlas se ve que son las cabezas de los dos DJ's, y que tienen vida propia. Durante el desarrollo del clip van apareciendo más personajes con el mismo "problema" que hasta interactúan con otras cabezas y hasta con mujeres. El video, que para algunos puede resultar divertido y para otros desagradable, tiene además un alto contenido sexual. Los creadores se esforzaron por sorprender en todo momento pero aún más en el final, con una imagen muy polémica.
El 6 de junio de 2013, anuncian vía Facebook, un enlace para su web donde hay un preview de la canción "It's You", que ha sido lanzada el 25 de junio de 2013, cuyo video musical sucede en una peluquería y les ha valido una nominación a los MTV Video Music Awards en la gala del 25 de agosto de 2013 celebrada en Nueva York. Armand Van Helden y A-trak han vuelto por la puerta grande, la escena musical mundial los echaba de menos.
En octubre del mismo año lanzan el sencillo "Radio Stereo". La pista es una reelaboración de "Radio", original de la banda británica de punk The Members compuesta por su guitarrista Nigel Bennett con producción de Martin Rushent. Ésta supo ingresar en las listas de éxitos de Australia en 1982.
En el mes de abril de 2014 lanzan finalmente su álbum debut Quack y como a primer sencillo «NRG», a través de Fool's Gold Records. El álbum cuenta con 12 canciones del dúo, entre ellos el ya mencionado "Barbra Streisand" y sencillos lanzados anteriormente como "Its You" y "Radio Stereo".
El 2 de enero de 2020 anuncia Armand Van Helden y A-trak anuncian en sus redes sociales que el dúo Duck Sauce vuelve a las pistas de baile con nuevos temas que serán HITS mundiales

## Show - Tour Dates 2014
- 27/03/2014: Adore Club - Miami (EE. UU.)
- 13/13/2014: Coachella 2014 - Indio, CA (EE. UU.)
- 20/04/2014: Coachella 2014 - Indio, CA (EE. UU.)
- 04/07/2014: Olimpyc Park - Calgary (Canadá)
- 26/07/2014: Corona SunSets - Mamitas Beach Club - Playa Del Carmen (México)
- 08/08/2014: Outsude Land Festival - San Francisco (EE. UU.)
- 03/10/2014: Festival Presidente- Estadio Olímpico Félix Sánchez, Santo Domingo (Rep. Dom.)

## Discografía

### Álbumes
| Año  | Título                                                                       |
| ---- | ---------------------------------------------------------------------------- |
| 2014 | Quack - Lanzamiento: 15 de abril de 2014 - Discográfica: Fool's Gold Records |

### Sencillos
| Año  | Título             | Posición | Posición  | Posición | Posición | Posición | Posición | Posición | Posición | Posición | Posición | Posición | Posición | Álbum         |
| Año  | Título             | EUA      | EUA Dance | ALE      | AUS      | AUT      | BEL      | ESP      | FRA      | HOL      | IRL      | R.U.     | SUI      | Álbum         |
| ---- | ------------------ | -------- | --------- | -------- | -------- | -------- | -------- | -------- | -------- | -------- | -------- | -------- | -------- | ------------- |
| 2009 | «aNYway»           | —        | —         | —        | —        | —        | 26       | —        | 38       | 25       | —        | 22       | —        | Greatest Hits |
| 2010 | «Barbra Streisand» | 89       | 1         | 3        | 9        | 1        | 1        | 6        | 3        | 1        | 2        | 3        | 1        | TBD           |
| 2011 | «Big Bad Wolf»     | —        | —         | —        | —        | —        | 16       | —        | —        | —        | —        | 79       | —        | TBD           |
| 2013 | «It's You»         | —        | 6         | —        | —        | —        | 96       | —        | 47       | —        | —        | —        | —        | Quack         |
| 2013 | «Radio Stereo»     | —        | —         | —        | —        | —        | 103      | —        | —        | —        | —        | —        | —        | Quack         |
| 2014 | «NRG»              | —        | —         | —        | —        | —        | 73       | —        | —        | —        | —        | 121      | —        | Quack         |
| 2014 | «Ring Me»          | —        | —         | —        | —        | —        | —        | —        | —        | —        | —        | —        | —        | Quack         |

Otras canciones
| Año  | Canción         | Álbum         |
| ---- | --------------- | ------------- |
| 2009 | «Grand Steppin» | Greatest Hits |
| 2009 | «You're Nasty»  | Greatest Hits |

## Miembros
| Armand Van Helden | A-Trak |
| ----------------- | ------ |